# Neitinsaari
Neitinsaari är en ö i Finland. Den ligger i sjön Yli-Kitka och i kommunen Kuusamo i den ekonomiska regionen  Koillismaa ekonomiska region  och landskapet Norra Österbotten, i den nordöstra delen av landet, 700 km norr om huvudstaden Helsingfors. Öns area är 31,8 hektar och dess största längd är 1 kilometer i sydväst-nordöstlig riktning.